# Viorica Agarici
Viorica Agarici, numele la naștere Viorica Maria Ecaterina Ana Văsescu (n. 24 februarie 1886, București - d. 18 februarie 1979, București) a fost o activistă pe tărâm social, feministă, filantrop, descendentă a familiei de boieri patrioți liberali Văsescu, a îndeplinit funcția de președintă a filialei locale a Societății Naționale de Cruce Roșie din orașul Roman în timpul celui de-al doilea război mondial. A fost omagiată, post mortem, de către Statul Israel cu titlul și diploma de „Dreaptă între popoare” (חסיד אומות העולם, Hasid Umot Ha'Olam), pentru salvarea, în iulie 1941, a mii de evrei, urcați în zilele pogromului de la Iași în „trenurile morții”, sub pretextul deportării spre lagărul de la Călărași (Ialomița).

## Biografie
Potrivit unor biografi, Viorica Maria Ecaterina Ana Văsescu s-ar fi născut la Dămienești, lângă Roman, în familia soților Ortansa Văsescu, născută Morțun, și a lui Gheorghe Văsescu, fiul boierului Alexandru Văsescu din Coțușca Botoșani, fost deputat și ministru liberal în guvernul Crețulescu. Copilăria și-o petrece la București sau la moșia bunicilor de la Coțușca. O dată cu numirea tatălui său Gheorghe Văsescu ca atașat militar la Legația României de la Paris, cu gradul de căpitan, Viorica va trăi în Franța definitivându-și studiile la Institutul ”Les Ruches”. Aceasta era o școală particulară care dădea o educație feministă, elevată, tinerelor care aspirau la o carieră de lider. Printre elevele Institutului s-a numarat și Eleanor Roosevelt, viitoarea activistă feministă și primă doamnă a Statelor Unite ale Americii.
O nouă etapă din viața Vioricăi Văsescu este povestea de dragostea trăită cu tânărul, mai mare cu cinci ani decât ea, Ion C. Agarici, proaspăt inginer agronom, licențiat al Universității berlineze de la Charlottenburg. Primii fiori ai iubirii între cei doi s-au întrezărit încă din anii copilăriei lui Viorica, petrecuți la moșia Morțunilor, bunicii dinspre mamă, de la Dămienești, regiunea în care își avea proprietățile și familia boierilor Agarici. Tânărul inginer agronom, instruit la Berlin, Ion Agarici a format pe moșiile sale de la Călugăreni și Drăgești o adevărată școală de cercetare agricolă, realizând noi soiuri de grâu și ovăz rezistente la dăunători și boli. Urmând exemplul bunicului său, va fi predispus și el spre fapte caritabile. A înființat Școala primară din satul Călugăreni, în anul 1919. Viorica și Ion Agarici au avut trei copii: Gheorghe (George) născut la 28 martie, anul 1911, Constantin (Costăchel) născut la 27 iulie, anul 1912 și Vasile născut în 1913(?) În anul 1927 ing. Ion Agarici s-a stins fulgerător din viață, la nici 47 de ani, după o apendicită acută gangrenoasă, în ciuda operației și îngrijirilor faimosului profesor dr. N. Hortolomei.
La 30 septembrie 1927, cernită de moartea soțului, Viorica Agarici donează Școlii primare “Costache Morțun” Nr. 2 din satul Drăgești, suma de 500 de lei pentru unele reparații și dotări. Din anul următor, 1928, Viorica Agarici se va dărui cu pasiune și cu toată energia activităților sociale și caritative din urbea Roman, preluând de la înaintașa sa, Cornelia Morțun președinția Filialei Societății Naționale de Cruce Roșie.
Activitatea Vioricăi Agarici în sprijinul celor defavorizați a fost mult mai amplă. A început prin a face parte din Comitetul de sprijin al Orfelinatului din Roman, a fost și președintă, timp de 23 de ani a Comitetului de sprijin al Școlii nr. 1 de fete din același oraș.
Viorica Agarici contribuise cu bani pentru construcția de școli în mai multe sate, fapt pentru care, în anul 1937 i s-a acordat medalia „Răsplata Muncii pentru construcții școlare”, clasa I. Ca președintă a Crucii Roșii, filiala Roman a fost răsplătită, în anii interbelici, cu Crucea „Meritul Sanitar” clasa I sau cu “Brevetul pentru Semnul de Distincție la Contribuția adusă Operelor Societății Naționale de Cruce Roșie”.
Doamna Viorica Agarici va rămâne însă în conștiința umanității prin atitudinea ei în calitatea de șef al Filialei orașului Roman a Societății Naționale de Cruce Roșie când, în ziua de 3 iulie 1941 trecând peste teamă, prejudecăți și reținerea celor care o înconjurau, a dat dovadă de curaj, înalt umanism, oferind ajutor  în numele organizației căreia îi era devotată și în ale cărei principii credea.

## Desfășurarea evenimentelor
La trecerea prin gara Roman a trenului morții care transporta, în condiții îngrozitoare, sute de cetățeni români, evrei din Iași, deportați spre lagărul de la Călărași, Viorica Agarici cu autoritate și cu o dârzenie care au impresionat pe toți cei prezenți, a făcut ceea ce trebuia să facă Crucea Roșie în astfel de situații, salvând de la moarte multe persoane, în ciuda opoziției autorităților de atunci.
Gestul Vioricăi Agarici nu a fost în zadar. După igienizarea corespunzătoare a vagoanelor și primul ajutor, alte filiale de Cruce Roșie de pe traseul trenului spre Călărași i-au luat exemplul, prinzând curaj să ofere tot sprijinul sărmanilor călători. După această eroică și dreptcreștinească faptă, Viorica Agarici a primit emoționante manifestări de recunoștință dar și reproșuri, gesturi reprobabile, mai puțin cavalerești din partea unor cetățeni ai urbei Roman. Cu amărăciune în suflet, începând cu anul 1943, renunță la șefia filialei Roman a Societății Naționale de Cruce Roșie, slujire pe care a onorat-o timp de 15 ani și se mută la București, la fiul ei Gheorghe.
O dată cu sfârșitul războiului și cu venirea comuniștilor la putere avea să se reîntoarcă la Roman, de astă dată forțată. Cu “domiciliul obligatoriu”, cu toată averea confiscată, a trebuit să trăiască printre străini, din mila cunoscuților, în timp ce doi din cei trei fii ai săi vor fi încarcerați pentru ani buni, în temnițele comuniste.
Alungată din propria casă, doamna Agarici a fost nevoită să-și câștige pâinea dând lecții de franceză și engleză la domiciliul copiilor noii protipendade comuniste.
Fapta Doamnei Agarici din acel început de iulie 1941 nu avea cum să fie uitată. În perioada sa de domiciliu obligatoriu la Roman a fost ajutată, discret, de medicul dr. Iozef Abraham și de fotograful Jack Reinstein, membri ai obștii evreiești din Roman.
După eliberarea băieților din închisoare a plecat din nou la București, pentru a locui la fiul ei cel mare, Georgel. Doamna Agarici a primit o rentă viageră din partea Federației Comunităților Evreiești de la București. Comuniștii nu au permis ca fapta sa de mare eroism și înalt umanism să fie evocată în public, cu excepția unor articole din “Revista cultului mozaic”. Doar în această publicație a apărut, în anul 1971, când Doamna Agarici era o “bunicuță de 85 de ani”, un amplu articol semnat de publicistul Marius Mircu.
Viorica Agarici s-a stins din viață la 18 februarie 1979, la vârsta de 93 de ani. A fost înmormântată, două zile mai târziu, la Cimitirul Bellu, în cavoul unor rude îndepărtate, cavoul familiei Pillidi. La ceremonia înhumării a fost prezentă și o delegație a Federației Comunităților Evreiești condusă de ing Theodor Blumenfeld, președintele Comunității evreilor din București care, “în numele Eminenței Sale d. Șef rabin dr. Moses Rosen, a depus o coroană, ca omagiu celei care în plină beznă a urii hitleriste a știut să păstreze și să afirme în mod demn dragostea de om.” Numărul din 1 martie 1979 al Revistei Cultului Mozaic a anunțat moartea Doamnei Agarici, într-un scurt necrolog însoțit de portretul acesteia.
La 8 iunie 1983 Institutul Yad Vashem din Ierusalim i-a acordat, post mortem, Doamnei Viorica Agarici diploma și titlul de “Drept între popoare”, un arbore fiind plantat în memoria ei pe “Aleea Celor Drepți”. 

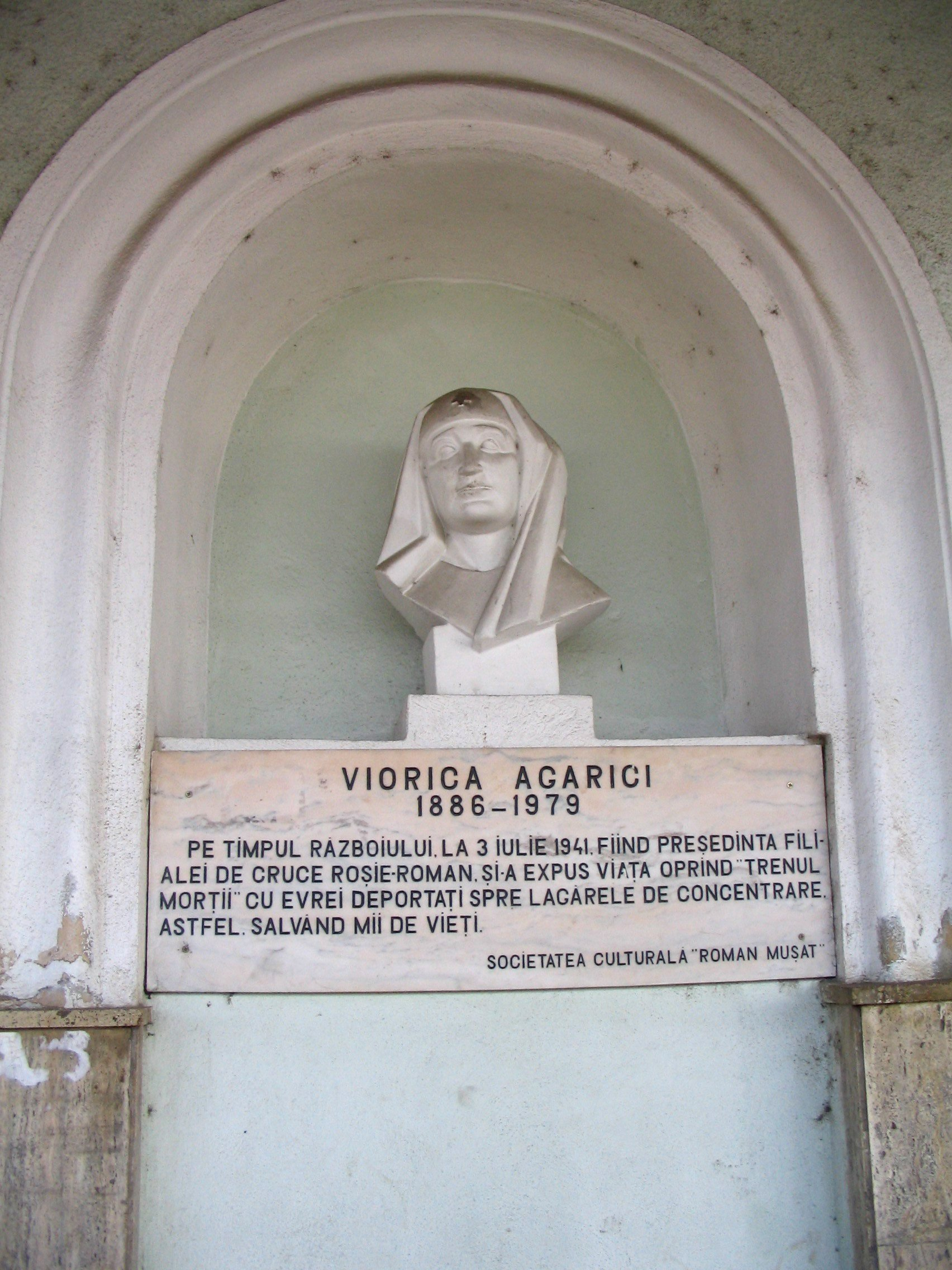
Bustul Vioricăi Agarici din gara Roman

După 1989 din ce în ce mai multe dovezi de cinstire a memoriei Vioricăi Agarici s-au făcut remarcate. Printre acestea: atribuirea numelui său unei străzi din orașul Roman, ridicarea unui bust în Gara Roman, operă a sculptorului nemțean Florin-Mircea Zaharescu, comemorarea specială de la Roman din anul 2005, atribuirea titlului de “cetățean de onoare al orașului Roman” în 2011, fixarea unei plăci comemorative pe locul unde odihnește eroina, la Cimitirul Bellu.

## Mărturii
În ziua de joi, 3 iulie 1941, Trenul morții a intrat în stația Roman la ora 11, înainte de amiază. Între orele 11 și 14.30, în timp ce trenul a fost remorcat spre peronul companiei sanitare din gară, s-a petrecut drama în centrul căreia s-a aflat Viorica Agarici. Jandarmii au împiedicat personalul Crucii Roșii să dea apă evreilor atârnați pe zăbrelele vagoanelor care țipau „Crucea Roșie, apă!”. Timp de trei ore președinta Crucii Roșii a alergat în oraș după o aprobare pentru a-și îndeplini misiunea.
Declarația Vioricăi Agarici dată la Tribunalul Poporului din București, 26 iulie 1945: „M-am dus la gară; am vorbit cu comandantul militar al gării despre acest lucru, mi-a spus că nu este voie sa dăm apă la oamenii [aceia]. Atunci m-am adresat d-lui colonel Graur, comandantul garnizoanei [din Roman], i-am spus că Crucea Roșie este împiedicată a-și îndeplini misiunea. D-sa mi-a spus că nu poate dispune singur, ci trebuie să întrebe [pe] un superior al dumnealui. M-am dus cu dânsul la mașină, ne-am dus la Cercul Militar, unde la acea dată lua masa dl. General Tătăranu, care a autorizat să se dea apă la oameni. M-am întors la locul unde trenul [era] oprit și am spus că avem ordin [care permite] să dăm apă la oameni.”
La toate acțiunile care au urmat, de spălarea și dezinfecție a vagoanelor, a fost de față și Viorica Agarici, cea care a adus vestea apei, iar jandarmii din Roman i-au respectat dispoziția: „De jandarmi nu am fost împiedicată să dau asistență, de asemenea nici doctorii nu au fost împiedicați să dea ajutoare.”
Reprezentanta Crucii Roșii locale, d-na Viorica Agarici, s-a cutremurat de ce a văzut:
„Într-un strat gros de murdărie de om și de sânge [zăceau] zeci și zeci de oameni în fiecare vagon, goi, înnebuniți, lipiți între ei ca sardelele, morți, muribunzi și vii [împreună]... Duhnea îngrozitor....” 
Primii care au coborât au primit o ceașcă cu apă și un cub de zahăr de la medici evrei (primii care au intrat în contact cu evreii din tren), după care au fost îndreptați spre alt capăt al curții, unde au fost tunși, au aruncat hainele într-o groapă plină cu var și au urcat în vagonul de baie.
„Joi, dimineața, trenul s-a oprit în gara Roman. Toate vagoanele au fost deschise și din ele au început să coboare oamenii, complet dezbrăcați și, mai ales înspăimântați. Spre marea noastră surpriză o doamnă, împărțea căni de apă și bucățele de zahăr, a patra parte dintr-o felie de zahăr. Doamna se numea Agarici și reprezenta Crucea Roșie.”
„După foarte puțin timp, trenul s-a oprit în gara Roman. Ajutat de alții, m-am dat jos din tren. Eram gol pușcă. Tot ajutat de alții am fost pus să fac un duș cald. Mi-a făcut bine, foarte bine. După aceea o doamnă de la Crucea Roșie ne-a adus bucăți de zahăr și căni cu apă curată, am revenit la viață. Mai târziu am aflat că numele ei era doamna Agarici. O femeie simplă, dar autoritară. Un nume care merită să fie binecuvântat mereu și mereu. Un om de bine! O femeie cu suflet mare!”
Din declarația prefectului județului interbelic Roman, generalul Romulus Stănescu: „Cînd trenul cu deportați evrei din Iași a sosit în gara Roman, eu eram prefectul județului Roman ... Primele ajutoare în alimente, ceai, apă au fost procurate întâi prin Crucea Roșie, apoi prin Comunitatea Evreiască din Roman”

## Recunoaștere
La expoziția creată cu ocazia împlinirii a 100 de ani de la recâștigarea Independenței Poloniei și a Anului Drepturilor Femeii, precum și a Marii Uniri a României, Institutul Polonez din București a publicat povestea a 34 de femei remarcabile din cele două țări si o serie de filme de animație despre aceste poloneze și românce.
Numele ei este trecut pe lista „Drepți între Popoare„ la Ierusalim.

## Distincții
- Crucea „Meritul Sanitar” cl. I (9 mai 1942) pentru „devotament și abnegație în opera de îngrijire a răniților de războiu, aducând și importante contribuțiuni de ordin moral și material în greaua misiune de organizarea și întreținere a spitalelor de răniți”[21]
- În anul 2011 Primăria Roman i-a atribuit titlul de „Cetățean de onoare”.[22]